# Сюникское царство
Сюникское (Сюнийское) царство (Капанское царство, Балкское (Бахкское) царство) — средневековое армянское государство на территории древнеармянской провинции Сюник, существовавшее в 987—1170 годы со столицей в городе Капан. Британская энциклопедия причисляет Сюникское царство к тем армянским государственным образованиям, которые сохранили свое существование после падения централизованного Армянского царства.

## Исторический очерк
В 987 году  в период временного ослабления Анийского царства, вызванного агрессией Раввадидского эмира Абу-л-Хайджа, сюзерен Сюника Смбат, с помощью последнего, а также соседних арцахских князей объявил Сюник отдельным от Багратидов царством — «...короновали того прекрасного мужа, армянина Смбата — владыки Сюника» — пишет историк Сюника Степанос Орбелян. Орбелян обосновывает это решение тем, что предки Багратидов в давние времена якобы пришли из Иудеи (согласно преданию), тогда как Сюни ведёт своё происхождение от легендарного предка армян Хайка. Однако всего через год, после смерти Абу-л-Хайджа, Смбат I Саакян признал верховную власть царя Армении Смбата II и в том же году в составе армянской армии принял участие в армяно-грузинском походе против Абхазского царства. 
В первые годы правления Смбата I Саакяна был сформирован государственный аппарат, созданы властные учреждения, нормализована армия, основаны суды, обустроены и укреплены крепости, развивалось строительство. Царь Армении Гагик I (989—1020) уже в первые годы своего правления отнял у своего вассала некоторые области (Чахук и часть Цхука), включая Вайоц-Дзор. В конце X века границы вассального Сюникского царства доходили на востоке до реки Акера, на северо-востоке до водораздела Арцахских гор, на севере охватывали территории по линии н. п. Брнакот—Сисиан—Тег, на западе доходили до Зангезурских гор, охватывая часть области Ернджак с местечком Шорот (крепость Ернджак, которая в начале X века была захвачена эмиром Голтна, к концу века снова была воссоединена с Сюником), а на юге до реки Аракс. Такие границы царства сохранились до начала XII века.
При Васаке (998—1040) и Смбате II Ашотяне (1040—1044) Сюникское царство переживает экономический подъём, достигая своего наивысшего расцвета. В середине XI века, с началом вторжения сельджукских войск под предводительством  Алп-Арслана, Сюник вместе с Таширом остались одними из немногочисленных армянских областей, которые не подверглись завоеваниям и где продолжало существовать армянское национально-государственное устройство. Вардан Аревелци пишет:
После прекращения (владычества) армянских царей в Ани, пошел на Армению дядя (по отцу) Духриля, Алп-Аслан, военачальник султана, раззоривший двадцать четыре провинции; тот самый, который впоследствии стал султаном. [...] Царь карсский, Гагик, сын Абаса, преследуемый Турками, уступает отцевские свои владения Грекам и взамен получает Цамендав, Лариссу, Амасию, Коману и сто деревень [...] 1074 году эмир П'атлун послал на Гандцак Пахлава Васака, сына Гpигopия Магистроса, со всем войском, бывшим у него под рукою, против неприступных крепостей Бахк' и Капана. Он проник туда обманом и убил армянского царя, Сенехерима; ибо здешние цари были Армяне по происхождению, и род их продолжался до последних дней двух бездетных братьев, Сембата и Григория, назначивших по себе наследником царства малолетного Сенехерима армянина, убитого по приказанию П'атлуна. Таким образом угас там и этот светильник; и началось господство Парсов.
В 1064 году, в эпоху Григора I Ашотяна (1051—1072), Сюник подвергся нашествиям среднеазиатских сельджуков во главе Мелик-шаха и его везира Низам аль-Мулька, потеряв ряд приграничных областей. Территориальная целостность царства была восстановлена при Сенекериме (1072—1094), власть которого была утверждена Мелик-шахом. В одном из документов тот даже называл себя царем Армении, восседающим в Сюнике:
Волею всемогущего Иисуса я, Сенекерим, царь Армении в краях Сисакана и Багка

Оригинальный текст (арм.)Կամաւ կարող հզօրին Յիսուսի՝ ես՝ Սենեքերիմ թագավոր Հայոց, կացեալ ի Սիսական եւ Բաղաց աշխարհս...
Однако в 1094 году он был вероломно убит предположительно Шеддадидским эмиром. Мхитар Айриванеци сообщает:

Эмир Палтун отправил Васака Пахлавуни, сына Григория Магистра, с большим войском против Багаберда. Он обманом умертвил армянского царя Сенакарима и взял страну Сюнийскую.

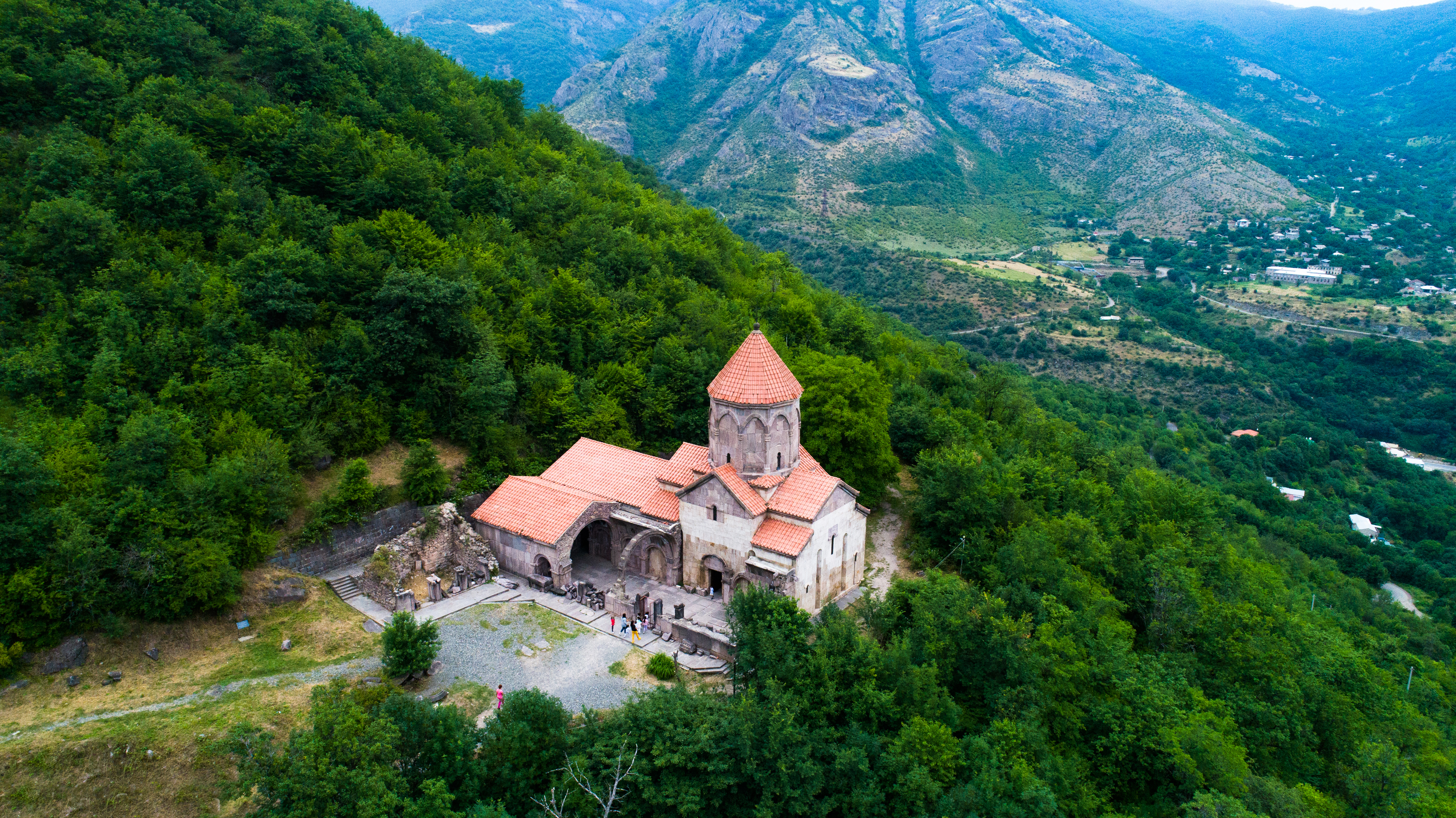
Ваганаванк, X—XI века

После смерти последнего Сюникское царство восстановило свой фактический суверенитет. В конце XI столетия оно составляло около 1/3 исторического Сюника (около 5500 км²). Царство имело 43 крепости, 48 монастырей, 1008 деревень, 1 город и несколько поселков.
Сюникское царство принимало действенное участие во всех общеармянских военно-политических акциях, тесно сотрудничая с Ани-Шираком, а правящая династия Сюни оставалась верным союзником Багратидов. Так, например, царь Васак принял участие в Парисосском походе Гагика I (1003 г.), Смбат II Ашотян предоставил двухтысячную армию царю Ташир-Дзорагета Давиду Безземельному во время его конфликта (1040 г.) с Шаддадидом Абу-л Асваром.
После образования Сюникского царства значительно усилилось Татевское епископство. Татевский монастырь был духовным центром области, являющимся также одним из интеллектуальных и культурных центров средневековой Армении в целом. Энциклопедия «Британника» отмечает, что с X—XI столетий армянская литература, художество и архитектура в Сюнике и остальных армянских государствах развивается более свободно, чем когда-либо, начиная с V века. В конце X века монастырский комплекс значительно расширился. В 1000 г. была построена церковь св. Степаноса в Вагади, в 1006 г. церковь св. Карапета, в 1086 г. церковь св. Богородицы Ваганаванка. Расширился город Капан, развивались земледелие и скотоводство, индустрия выработки строительного дерева и т. д. В Капане, Татеве и т. д. значительно развивались ремесла.
В XII веке политическое состояние царства ухудшилось. Сельджукские нашествия нанесли катастрофический удар по армянскому этносу. Сюник и другие части Армении постепенно стали объектом их захвата. В 1103 г. сельджуки захватили и разрушили Капан, в 1104 г. крепость Воротн, а через год — Бген — «Густой мрак овладел армянским народом» — писал Степанос Орбелян, описывая эти бедствия. Царь Григор II (1096 или 1103 —1166 г.) сделал попытку активизации внешней политики, связанной с успехами армяно-грузинских войск. Однако в период временных неудач Грузинского царства сельджукские амиры вновь усилили давление на Сюник. В 1126 г. Харон амир разрушил Капан и область Аревик, захватил Какаваберд и Багаку кар, однако вскоре все они были освобождены. Далее Сюникскому царству угрожали Ильдегизиды. В 1151—1152 гг. Шамс ад-Дин Ильдегиз захватил крепости Грхам, Геги, Какаваберд, в 1170 г. — Багаберд. Последний царь Сюникского царства Гасан Геракареци вынужденно ушёл в Хачен, чем и заканчивается 180-летняя история царства.

## Правители

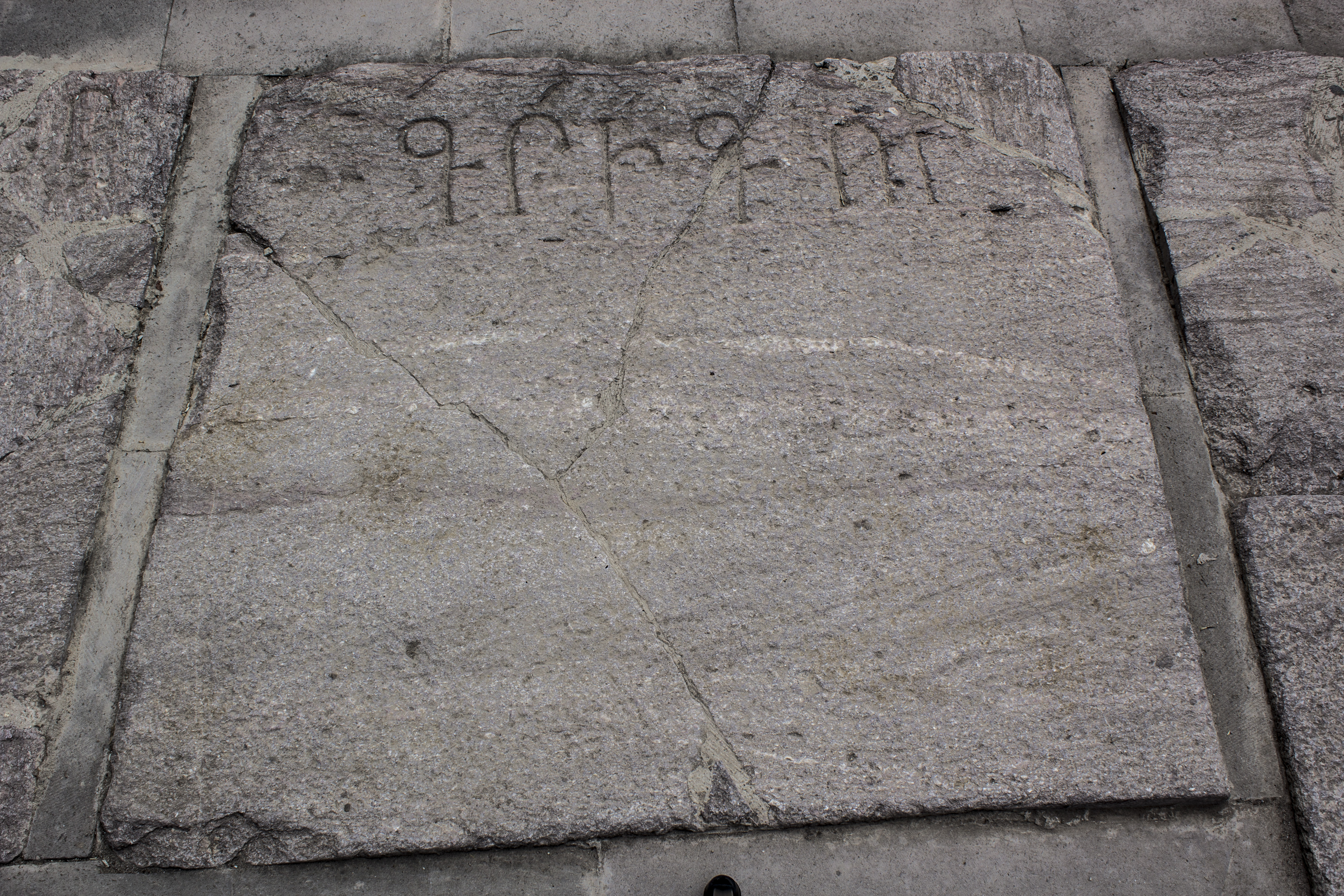
Надгробная плита царя Григора в Ваганаванке

- Смбат I Саакян — с 976/980 сюзеренный князь, 987—998 царь[31]
- Васак — 998—1040[31]
- Смбат II Ашотян — 1040—1044[31] (1051[32])
- Григор I Ашотян — 1044 (1051[32])—1072

После смерти Григора I Ашотяна преемственность царей из династии Сюни прерывалась. Трон перешёл к Сенекериму из Хачена — старшему брату супруги Григора I.
- Сенекерим Севадян — 1072—1094[31]
- Григор II Сенекеримян — 1094—1166[31]
- Гасан Геракареци (Хаченци) — 1166—1170[31]